# لورنس غاردنر
لورنس غاردنر (بالإنجليزية: Laurence Gardner)‏ هو كاتب بريطاني، ولد في 17 مايو 1943 في لندن في المملكة المتحدة، وتوفي في 12 أغسطس 2010 في إكزتر في المملكة المتحدة.

## وصلات خارجية
- الموقع الرسمي